# Zisterzienserinnenkloster Saint-Aubin
Das Zisterzienserinnenkloster Saint-Aubin war von 1200 bis 1791 ein Kloster der Zisterzienserinnen in Gournay-en-Bray, Département Seine-Maritime in Frankreich.

## Geschichte
Der vom Dritten Kreuzzug zurückgekehrte Hugo V. von Gournay stiftete 1200 bei Gournay-en-Bray am Fluss Epte das Zisterzienserinnenpriorat Saint Aubin (nach Albin von Angers), das wegen seiner hohen Anzahl an Nonnen zeitweise als Abtei angesehen wurde. Erzbischof Eudes Rigaud von Rouen besprach das Kloster in seinen Visitationsberichten. Im 17. Jahrhundert entstammten mehrere Priorinnen der Familie Harlay de Champvallon. Priorin Marie-Anne de Harlay wurde Äbtissin der Abtei Port Royal des Champs in Paris (1695–1702). Durch die Französische Revolution kam es 1791 zur Schließung des Klosters und zum Abbau der Gebäude. Erhalten ist das landwirtschaftliche Gut Ferme du Couvent. Auch der Straßenname Côte de Saint-Aubin erinnert an das einstige Kloster. Kein Zusammenhang besteht zur Gemeinde Saint-Aubin-en-Bray.

### Handbuchliteratur
- Laurent Henri Cottineau: Répertoire topo-bibliographique des abbayes et prieurés. Bd. 2. Protat, Mâcon 1939–1970. Nachdruck: Brepols, Turnhout 1995. Spalte 2599 (St-Aubin).
- Bernard Peugniez: Le Guide Routier de l’Europe Cistercienne. Editions du Signe, Straßburg 2012, S. 266 (Gournay, Saint-Aubin-de), S. 257 (St. Aubin), S. 1122 (Aubin-de-Gournay, St-)
- Gereon Christoph Maria Becking: Zisterzienserklöster in Europa. Kartensammlung. Lukas Verlag, Berlin 2000, ISBN 3-931836-44-4, Blatt 53 C (St. Aubin).